# Mohammad Bagheri
Mohammad Bagheri (persa: محمد باقری), nascut Mohammad-Hossein Afxordi (persa: محمدحسین افشردی) (Tabriz, 1960 - Teheran, 13 de juny de 2025)fou un militar iranià de l'Exèrcit dels guàrdies de la revolució islàmica (EGRI) amb el rang de general major. Fins a la seva mort en un atac israelià ocupava el càrrec de Cap d'Estat Major de les Forces Armades de la República Islàmica de l'Iran.

## Carrera
Era un expert en intel·ligència militar amb una experiència que remunta a la Guerra Iran–Iraq, tenia un doctorat en geografia política i, segons s'informa, impartia classes a la Universitat Suprema de la Defensa Nacional de l'Iran.

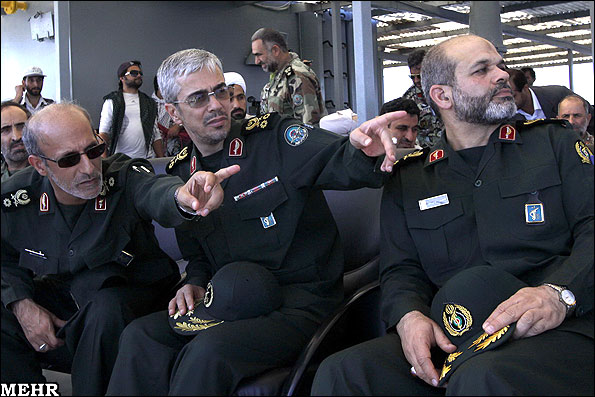
Bagheri el 2010, amb el llavors Ministre de Defensa iranià Ahmad Vahidi (dreta)

El 1980, es va unir a l'EGRI, quan les forces de l'oposició iraniana sota els auspicis i el suport de l'antic règim iraquià baasista van atacar la província del Kurdistan iranià, situada a la frontera nord-oest del país. Va aconseguir amb les forces iranianes frustrar un atac de l'Operació Mersad dirigida pel general Ali Sayad Xirazi.
Mohammad Bagheri i altres comandants, conjuntament amb Mohammad Ali Jafari, Ali Fadavi i Gholam Ali Rashid, van ser classificats com a membres d'un grup identificat per l'American Enterprise Institute (AEI) com la Xarxa de Comandament de l'EGRI. Segons el Projecte d'Amenaces Crítiques de l'AEI, el grup "domina les altes esferes de les forces militars de l'Iran i controla la planificació, operacions, intel·ligència, operacions de guerra encoberta i seguretat interna". Va ser promogut del seu càrrec anterior a cap adjunt d'estat major d'intel·ligència i operacions dins l'Estat Major General el 28 de juny de 2016, substituint Hassan Firuzabadi.

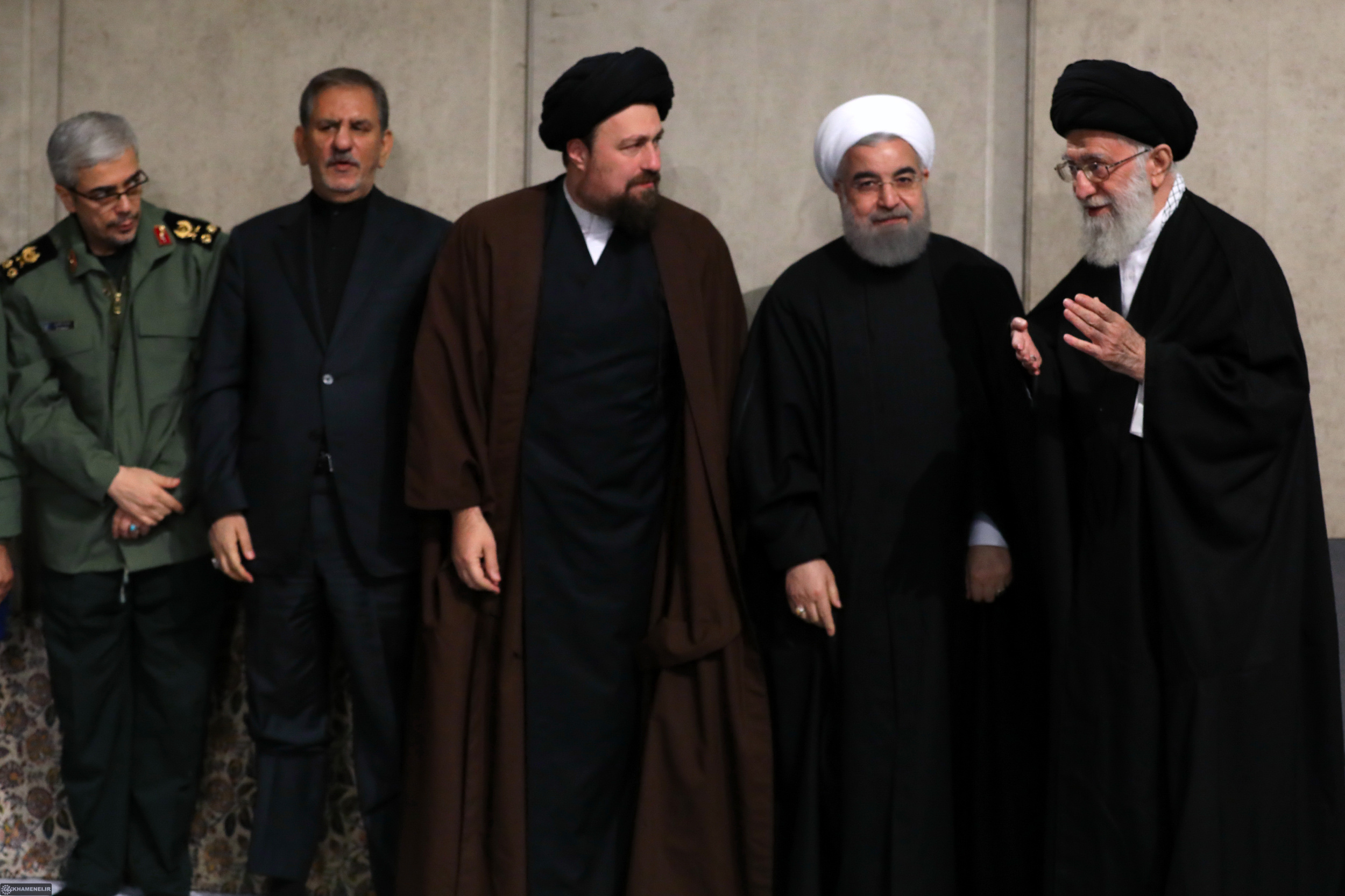
D'esquerra a dreta: Bagheri, Eshaq Jahangiri, Hassan Khomeini, Hassan Ruhani i Ali Khamenei el 2017.

El mes d'octubre de 2017, va visitar les tropes iranianes a la província d'Alep situades al nord de Síria.
El febrer de 2022, segons Reuters, Bagheri va anunciar que Iran continuaria avançant en el seu programa de míssils balístics, tant "en quantitat com en qualitat".
El 21 d'octubre de 2022, un comunicat de premsa de la Casa Blanca va afirmar que tropes iranianes eren a Crimea ajudant Rússia a llançar atacs amb drons. Bagheri era el comandant que supervisava les branques de l'exèrcit iranià que subministraven drons a Rússia.

## Vida personal
El seu germà gran, Hasan Bagheri, va ser un comandant durant la Guerra Iran–Iraq.

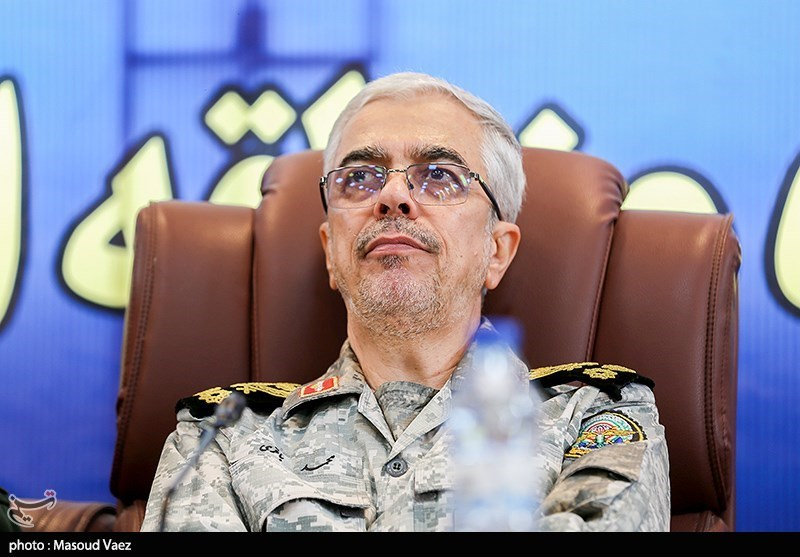
Baheri el 2023.

## Sancions
El 8 d'abril de 2019, els Estats Units van designar els Guardians de la Revolució com a organització terrorista estrangera. El Primer Ministre israelià, Benjamin Netanyahu, va agrair immediatament el gest a Trump en Twitter. Mohammad Bagheri va respondre dient que "considerem que les tropes nord-americanes a l'Àsia Occidental són terroristes i, si fan alguna cosa, els confrontarem vigorosament".
Va ser sancionat pel govern britànic el 2022 en relació amb la guerra russo-ucrainiana.
El setembre de 2022, després de la repressió severa durant les manifestacions per Mahsà Aminí, Mohammad Bagheri va ser sancionat pels Estats Units i el Canadà.